# Freycinetia minahassae
Freycinetia minahassae är en enhjärtbladig växtart som beskrevs av Sijfert Hendrik Koorders. Freycinetia minahassae ingår i släktet Freycinetia och familjen Pandanaceae. Inga underarter finns listade.